# Definitive Collection
Definitive Collection – kompilacja zespołu Europe.

## Lista piosenek

### Płyta pierwsza
1. "The Final Countdown" (Tempest)
2. "Rock the Night" (Tempest)
3. "Carrie" (Tempest, Michaeli)
4. "Cherokee" (Tempest)
5. "Time Has Come" (Tempest)
6. "Heart of Stone" (Tempest)
7. "Love Chaser" (Tempest)
8. "On Broken Wings" (Tempest)
9. "Superstitious" (Tempest)
10. "Open Your Heart" [wersja z 1988] (Tempest)
11. "Let the Good Times Rock" (Tempest)
12. "Sign of the Times" (Tempest)
13. "Tomorrow" (Tempest)
14. "Prisoners in Paradise" (Tempest)
15. "I'll Cry for You" (Tempest, Graham)
16. "Halfway to Heaven" (Tempest, Vallance)
17. "Break Free" (Tempest, Marcello)
18. "Sweet Love Child" (Tempest, Marcello, Michaeli)

### Płyta druga
1. "In the Future to Come" (Tempest)
2. "Seven Doors Hotel" (Tempest)
3. "Stormwind" (Tempest)
4. "Scream of Anger" (Tempest, Jacob)
5. "Dreamer" (Tempest)